# Kenyai nemzeti parkok listája

Kenya nemzeti parkjai

## Nemzeti parkok
- Aberdare Nemzeti Park
- Amboseli Nemzeti Rezervátum
- Arabuko Sokoke Nemzeti Park
- Kelet Tsawo Nemzeti Park
- Kora Nemzeti Park
- Nakuru-tó Nemzeti Park
- Nyugat Tsawo Nemzeti Park
- Marsabit Nemzeti Park
- Meru Nemzeti Park
- Nairobi Nemzeti Park
- Saiwa Nemzeti Park
- Sabioi Nemzeti Park

- Turkana-tó Nemzeti Park

## Rezervátumok
- Kakamega Rezervátum
- Masai Mara Rezervátum
- Samburu Rezervátum